# Pleopeltis lepidota
Pleopeltis lepidota là một loài thực vật có mạch trong họ Polypodiaceae. Loài này được (Fée) C. Presl miêu tả khoa học đầu tiên năm 1836.